# Miles Mercury
Die Miles M.28 Mercury ist ein Leichtflugzeug des britischen Herstellers Miles Aircraft vom Anfang der 1940er Jahre. Den Beinamen Mercury beantragte Miles erst nach dem Zweiten Weltkrieg. Da Bristol jedoch wegen des gleichnamigen Triebwerks (Bristol Mercury) Einspruch erhob, blieb der Name inoffiziell.

## Geschichte
Bereits 1939 arbeitete George Miles an einem neuen drei- bis viersitzigen Leichtflugzeug, das die Miles Whitney Straight und Miles Monarch ersetzen sollte. Mit Ausbruch des Zweiten Weltkriegs wurden die Arbeiten hieran jedoch eingestellt. Eine Wiederaufnahme erfolgte 1940, wobei sich die Ausrichtung der Entwicklung in Richtung Verbindungs- und Schulflugzeug änderte. Der Konstrukteur Ray Bournon übernahm von Beginn an viele Merkmale von zeitgenössischen Einsatzflugzeugen, so beispielsweise ein Einziehfahrwerk. Die Mercury war der erste Miles-Entwurf, für den diese damals moderne Ausstattung vorgesehen war.
Der Prototyp wurde im Sommer 1941 fertiggestellt und führte seinen Erstflug am 11. Juli vom Woodley Aerodrome, dem Miles-Werksflugplatz, aus durch. Das Flugzeug erhielt das Miles-Versuchskennzeichen (B-Condition-Serial) U0232. Die Maschine war als Schulflugzeug mit zwei Steuerrädern und nebeneinanderliegenden Sitzen ausgestattet. Der Antrieb bestand aus einem 130 PS leistenden de Havilland Gipsy Major I. Der zweite Prototyp flog 1942 und setzte einen 140-PS-Gipsy-Major-IIA ein. Diese ebenfalls als Schulflugzeug ausgerüstete Maschine besaß auch ein Doppelsteuer, aber insgesamt drei Sitze und wurde Anfang 1943 in der Empire Central Flying School erprobt und exzellent beurteilt. Zu dieser Zeit erteilte das Ministry of Aircraft Production (MAP) einen Auftrag über ein drittes Exemplar der M.28, womit durch den Einbau einer Dreifachsteuerung, die Möglichkeiten der Schulung von zwei Flugschülern während eines Flugs ermittelt werden sollten. Der Fluglehrer saß dabei hinten in der Mitte auf dem erhöhten dritten Sitz mit eigener Steuerungseinrichtung. Bei dieser Mk.-III-Variante wurde die Zunahme der Tragflächendicke zur Mitte hin entfernt, sodass nun die eingezogenen Räder des Fahrwerks zum Teil aus der Fläche herausragten. Wie die anderen beiden Maschinen war auch diese auf der Oberseite mit dem dunkelgrün/dunkelbraunen Standard-RAF-Tarnanstrich und gelben Unterseiten versehen. Der Antrieb bestand aus einem Blackburn Cirrus Major III mit 150 PS, der auf einen Festpropeller wirkte.
Ende des Jahres 1943, nach der Erprobung bei der Empire Central Flying School, gab das Air Ministry die Anforderung T.23/43 heraus, die ein Schulflugzeug mit nebeneinander liegenden Sitzen für Schüler und Fluglehrer und einen dritten Sitz dahinter für einen zweiten Flugschüler verlangte. Miles reichte einige Variantenvorschläge der M.53 ein, wobei die M.53A auf den Zellen der M.28 und M.38 Messenger basierte. Den Zuschlag erhielt 1946 jedoch die Percival Prentice.
Noch während des Krieges wurde mit der Mk. IV eine weitere M.28 gebaut. Diese war viersitzig, verwendete einen Gipsy Major IIA (145 PS) mit einem Verstellpropeller und besaß nur einen Satz an Steuerungseinrichtungen. Diese Variante sollte als Basis für die Serienfertigung als Privatflugzeug dienen. Für die Vermarktung wählte man den Namen Mercury, der aber wegen des Einspruchs von Bristol nie offiziell in Verwendung war. Die Nachkriegsproduktion beschränkte sich auf lediglich zwei Maschinen. Sir Harold Hartley, Chairman der British European Airways, bestellte die M.28 Mk. VI (150 PS Cirrus Major III), die als G-AHAA zugelassen wurde und ihr Lufttüchtigkeitszeugnis am 3. Mai 1946 erhielt. Hartley verwendete die Maschine ein Jahr lang als sein persönliches Flugzeug, bevor er sie an die Airways Aero Association weitergab. Die letzte M.28 verließ das Werk im Herbst 1947 als Mk. V.
In Deutschland war nur eine Miles Mercury in Betrieb, die Werknummer 6268 mit dem Luftfahrzeugkennzeichen D-EHAB. Die ehemalige G-AHAA war ab August 1956 hierzulande registriert, bis sie im April 1978 als OY-ALW nach Dänemark überstellt wurde.

## Konstruktion
Die Mercury ist ein freitragender Tiefdecker mit Doppelleitwerk und einem einziehbaren Spornradfahrwerk. Die Konstruktion ist vollständig in Holz mit einer Sperrholzbeplankung ausgeführt. Die Tragflächen weisen eine geringe Streckung auf und besitzen ein NACA-23018-Profil. Die Flügeldicke nimmt von der Tragflächenwurzel bis zum Anschlag der Fahrwerksbeine zu, sodass von vorne gesehen der Eindruck eines leichten Knickflügels entsteht. Weitere Merkmale sind eine tief heruntergezogene Perspex-Cockpithaube, unterdruckgesteuerte Landeklappen und eine Luftbremse unter dem Rumpf.

## Verbleib
| Variante | Kennzeichen          | Beschreibung | Verbleib |
| -------- | -------------------- | --- | --- |
| Mk. I    | U-0232               | 130 PS de Havilland Gipsy Major I, Festpropeller, keine hinteren Fenster, doppelte Radsteuerung | 1942 abgebrochen und Rumpf mit Heckeinheit für den M.38 Messenger Prototyp verwendet |
| Mk. II   | U-0237, später HM583 | 1942 gebaut, 140 PS de Havilland Gipsy Major IIA, Festpropeller, Steuerung wie bei Mk. I | von Miles Aircraft als Verbindungsflugzeug genutzt, nach Umbau auf 150 PS Blackburn Cirrus Major III neues Kennzeichen G-AJVX, im November 1950 nach Perth überführt, Kennzeichen VH-BBK                                                           |
| Mk. III  | U-0242, später PW937 | 1943 gebaut mit Auftrag des Ministry of Aircraft Production zur Evaluation als Schulflugzeug mit Dreifachsteuerung, 150 PS Blackburn Cirrus Major III, Festpropeller, Steuerung über Steuerknüppel, quadratische hintere Fenster | Kennzeichen G-AISH reserviert, aber nicht abgerufen, im Februar 1948 abgewrackt |
| Mk. IV   | U-243, später G-AGVX | 1944 gebaut, 145 PS de Havilland Gipsy Major IIA, Verstellpropeller | von Miles Aircraft als Verbindungsflugzeug genutzt, im April 1947 in die Schweiz verkauft (HB-EED), Januar 1953 nach Australien verkauft (VH-AKH, später VH-AKC)                                                                                   |
| Mk. V    | G-AJFE               | 1947 gebaut, 150 PS Blackburn Cirrus Major III, Festpropeller, normale Steuerknüppel, quadratische hintere Fenster | im Juni 1951 in der Schweiz zugelassen (HB-EEF), nach einer Notlandung am 13. März 1955 verschrottet. |
| Mk. VI   | G-AHAA               | 1946 gebaut, 150 PS Blackburn Cirrus Major III, Festpropeller, Steuerung über Rad auf Steuerknüppel, ovale hintere Fenster | 1946 an BEA verkauft, 1947 an Airways Aero Association, März 1948 an K.E. Millard & Co., im September 1956 nach Deutschland verkauft (D-EHAB), September 1976 nach Dänemark, nach jahrelanger Restaurierung im April 1978 wieder geflogen (OY-ALW) |

## Technische Daten
| Kenngröße                              | Daten Mercury Mk. I                    | Daten Mercury Mk. IV                                       |
| -------------------------------------- | -------------------------------------- | ---------------------------------------------------------- |
| Besatzung                              | 2                                      | 2                                                          |
| Passagiere                             | 1 bis 2                                | 1 bis 2                                                    |
| Länge                                  | 7,32 m                                 | 7,32 m                                                     |
| Spannweite                             | 9,35 m                                 | 9,35 m                                                     |
| Höhe                                   | 2,54 m                                 | 2,54 m                                                     |
| Flügelfläche                           | 15,05 m²                               | 15,05 m²                                                   |
| Flügelstreckung                        | 5,8                                    | 5,8                                                        |
| Leermasse                              | 636 kg                                 | 672 kg                                                     |
| max. Startmasse                        | 1052 kg                                | 1090 kg                                                    |
| Reisegeschwindigkeit                   | 216 km/h                               | 248 km/h                                                   |
| Höchstgeschwindigkeit (auf Meereshöhe) | 243 km/h                               | 256 km/h                                                   |
| Reichweite                             | 660 km                                 | 770 km                                                     |
| Triebwerke                             | 1 × de Havilland Gipsy Major I, 130 PS | 1 × de Havilland Gipsy Major IIA, 145 PS Verstellpropeller |